# Ариобарзан I Филороман
Ариобарзан I Филороман (от др.-греч. φίλος и лат. Romanus) — царь Каппадокии с 95 по 63 или 62 год до н. э..
Основные сведения об Ариобарзане известны из сочинения древнеримского историка Аппиана «Митридатовы войны». Установлено, что он был сторонником римлян в войне Митридата VI с Римом, и в 63 году до н. э. отказался от престола в пользу своего сына Ариобарзана II. Отчеканенные при нём монеты донесли до нас характерный профиль Ариобарзана.

## Биография
После того как династия Ариаратов прекратила своё существование, каппадокийцы с позволения Рима избрали царем Ариобарзана.
Поскольку Ариарат IX оказался совершенно неспособным к правлению, а племянник Митридата Ариарат VII оказался слишком самостоятельным, у престола оказался сын Ариарат VIII. Митридат специально дал своему сыну династическое имя каппадокийских царей, таким образом пытаясь придать оформление своим претензиям на Каппадокию. Однако и Риму это не было не по духу.
Тогда в Каппадокии в 95 году до н. э., возник династический кризис, сенат Рима немедленно занялся вопросом политической системы государства. И сенат принял, в конце концов, решение возвратить свободу Каппадокии. Таким образом римляне надеялись восстановить прежнее положение у своих восточных границ в Азии. Поскольку каппадокийцы отказались от республиканской формы правления, им было предложено избрать царя.
Понтийский царь Митридат выдвинул кандидатуру Гордия, однако Рим не мог себе позволить иметь надежного союзника для Понтийского царства Митридата Евпатора, военная встреча с которым приближалась для римлян год от года. Партия проримски настроенная в Каппадокии все-таки вырвала победу, и каппадокийский престол занял Ариобарзан I прозванный современниками Филоромей.

«Римляне, предоставив страну Ариобарзану, который бежал к ним и вместе с тем с их точки зрения имел более законное право на власть над Каппадокией, чем Митридат»
— App. Mithr. 10
Ариобарзан оказался очень скоро смещён с престола. События эти трудно точно датировать: по разным версиям они произошли в промежутке 94—92 годов до н. э. Агрессия исходила от Тиграна II, но за спиной армянского царя стоял всё тот же Митридат VI. Понтийский владыка снова хотел поставить во главе азиатского царства своего сына Ариарта. Но это ему не удалось, Луций Корнелий Сулла, в скором будущий наместник Киликии, разбил армянские войска Тиграна.
Очередное покушение на власть Ариобарзана произошло незадолго до начала войны Митридата с Римом по всей вероятности в 89 году до н. э.

«В то же самое время Митраас и Хрест Благой выгнали из Каппадокии того Ариобарзана, который был водворен здесь римлянами, и посадили в ней Ариарата»
— App. Mithr. 10
Тогда римляне заступились за своего ставленника, и каппадокиец был в очередной раз восстановлен на троне. Однако снова не надолго: царь Вифинии Никомед IV Филопатор вступил в открытую конфронтацию с Митридатом, таким образом предвосхитил войну последнего с Республикой. Римские наместники Аквилий, Кассий и Оппий только этого и ждали, чтобы поскорее вступить в войну с таким богатым соперником, как Митридат. Помимо Никомеда, римляне подстрекали к нападению на Митридата, и Ариобарзана.
В столь сложной ситуации Ариобарзан предпринял выжидательную политику. Митридат же стремясь ликвидировать опасность с восточных рубежей, первым делом вывел из войны Ариобарзана, и подчинил себе Каппадокию. Ариобарзан со своей свитой естественно последовал в Рим. В Мазаке, столице Каппадокии, бразды правления взял Ариарат, сын понтийского басилевса. Митридат вновь придал захвату территории легальность, как никак Ариартидов в Каппадокии уважали по-прежнему, а Ариобарзан видимо казался всем фигурой проходящей. События описанные здесь можно отнести к разгару 89 году до н. э.
Спокойно пробыв всю войну в Риме, Сулла, расправившись с Митридатом, вернул его в родную область. Ариобарзан по всей вероятности участвовал в мирных переговорах в Дардане, в 84 году до н. э. Однако достаточно точно известен тот факт, что некоторые области Каппадокии остались за Митридатом.
С началом нового столкновения Евпатора и Рима, Каппадокия опять оказалась под влиянием царя понтийцев. Летом 83 года до н. э., Мурена вторгся в Каппадокию, в частности провел атаку на Митридата вблизи храмового комплекса Команы. Вскоре Митридату и Гордию удалось разбить Мурену. Именно тогда войскам царя удалось оккупировать Каппадокию. Сулла поручил своему легату Авлу Габинию примирить немедленно Евпатора и Филоромея. Закончилось все тем, что понтийский владыка выдал замуж свою дочь за Ариобарзана, и пользуясь положением, уже к отнятым областям, добавил ещё большие. Случилось это в 82/81 году до н. э. Так окончилась война Митридата с Римом.
Ариобарзан тут же попытался оспорить сложившуюся ситуацию, послав посольство в Рим, к Сулле. Как утверждал Ариобарзан, большая часть Каппадокии находилась под властью Понта. Но в 79 году до н. э. умер Сулла, и просьбы царя оказались не рассмотрены сенатом. Мало того, Митридат продолжал экспансию на Великую Каппадокию, подстрекая Тиграна Великого напасть на царство. Армянскому верховнику удалось полонить 300 000 человек, и увести их в своё государство. Ариобарзан не смог ничего сделать с таким вторжением. Понимая, что во внешней деятельности Каппадокии ничего не светит, Ариобарзан снова занял выжидательную политику.
Во время очередной войны Митридата с римской Республикой, начавшейся в 73 году до н. э. Ариобарзан доставлял продовольствие до войск Лукулла. Римляне на время войны заняли каппадокийское царство. Лукулл, с помощью царя Ариобарзана, перешёл Евфрат и весной 69 года до н. э. вступил в Армению. Но в начале 60-х годов до н. э., Тигран, изгнавший Лукулла из Армении, вновь подверг опустошению Каппадокию.
О данных событиях и катастрофическом положении Лукулла и римских войск Плутарх сообщает следующее:

Ему пришлось мириться с тем, что Тигран опустошает Каппадокию, что к Митридату вернулась прежняя дерзость — к Митридату, о котором он доносил сенату, что с ним покончено! После этого донесения из Рима были отправлены должностные лица в количестве десяти человек для устройства дел в Понте, как в стране окончательно покоренной, а когда они явились, им пришлось убедиться, что Лукулл даже над самим собою не властен — им, как хотят, помыкают его солдаты
Таким образом, после поражения Лукулла в Армении и последовавшего контрнаступления Тиграна, все прежние победы Лукулла над Митридатом оказались бесплодными, завоевания утраченными.
Ариобарзан в очередной раз потерял своё царство, пока вместо Лукулла не пришёл Помпей. Помпей разгромил Митридата, который в 63 году до н. э., потеряв последнее доверие окружающих, покончил жизнь самоубийством в далеком уголке своей державы, в Пантикапее. Ариобарзану возвращалось его царство:

«Ариобарзану Помпей вернул царство Каппадокийское и сверх того дал Софену и Гордиену»
— App. Mithr. 105
Таким образом, Ариобарзан Филоромей, не вступая в активную внешнюю политику, избирая принцип сдержанности и выжидания, умело играл жертву агрессии со стороны Евпатора и Тиграна. Оказывая небольшую военную и конечно, достаточно важную для римлян, продовольственную поддержку, Ариобарзан заслужил снисхождения у римлян и получил почетное звание «союзника и друга римского народа». Четко направленная проримская политика Ариобарзана, позволила при полном отсутствии активного военного вмешательства, не только не потерять исконные земли, но и совершить территориальный прирост.
В 63/62 годах до н. э. Ариобарзан I уступил власть своему сыну — Ариобарзану II.